# Bosanskohercegovačka radiotelevizija
Bosanskohercegovačka radiotelevizija (pol. Radio i Telewizja Bośni i Hercegowiny, w skrócie BHRT) – bośniacko-hercegowiński publiczny nadawca radiowo-telewizyjny. Nadawca kanału telewizyjnego o zasięgu ogólnokrajowym BHT 1 oraz rozgłośni radiowej BH Radio 1. BHRT pełni również funkcję organizacji łączącej publicznych nadawców działających w obu częściach składowych Bośni i Hercegowiny. Nadającą w językach bośniackim i chorwackim RTVFBiH (obsługującą terytorium Federacji Bośni i Hercegowiny) oraz serbskojęzyczną RTRS (obsługującą Republikę Serbską).

## Historia
10 kwietnia 1945 roku (kilka dni po wyzwoleniu Sarajewa) rozpoczęło nadawanie Radio Sarajevo. Pierwszymi słowami, jakie padły na antenie, były: Ovdje Radio Sarajevo. Smrt fašizmu – sloboda narodu! (pol. „Tu Radio Sarajevo. Śmierć faszyzmowi – wolność narodowi!”). Wypowiedział je pierwszy technik i jednocześnie spiker – Đorđe Lukić Cigo. Do końca 1945 rozgłośnia nadawała 6 godzin dziennie. W połowie lat 60. XX w. stacja weszła w skład Jugoslоvenska Radiotelevizija (w skrócie JRT).
1 czerwca 1961 roku rozpoczął nadawanie pierwszy bośniacko-hercegowiński kanał telewizyjny Televizija Sarajevo (w skrócie TVSA). Mimo że nowo powstała telewizja nie posiadała własnego studia, to trzyosobowa redakcja mieściła się w siedzibie radia Sarajevo. Wszystkie materiały były później przetwarzane i transmitowane ze studia TV Beograd i TV Zagreb. 25 lipca 1961 roku miała miejsce premiera pierwszego filmu dokumentalnego wyprodukowanego przez TVSA. „Oj Kozaro” którego reżyserem był Jan Beran, poświęcony był 20-leciu powstania narodu bośniacko-hercegowińskiego.
27 lipca 1961 roku nadano pierwszą audycję na żywo wprost z terytorium Bośni i Hercegowiny. Uroczystość 20-lecia narodu bośniacko-hercegowińskiego z Banja Luka transmitowały wszystkie telewizje wschodzące w skład Jugoslоvenska Radiotelevizija (RTV Ljubljana, RTV Zagreb, RTV Beograd, RTV Novi Sad, RTV Titograd, RTV Priština, oraz RTV Skoplje).
Największym wydarzeniem produkowanym przez telewizję TVSA były jednak 14. Zimowe Igrzyska Olimpijskie rozgrywane od 8 do 19 lutego 1984 roku. Na potrzeby transmisji igrzysk TVSA otrzymała nowe pomieszczenia produkcyjne i montażowe oraz najnowocześniejszy ówcześnie sprzęt nadawczy.
Po zaostrzeniu konfliktu w 1992 przedsiębiorstwo zmieniło nazwę na RTVBiH (Radiotelewizja Bośni i Hercegowiny; boś. Radiotelevizija Bosne i Hercegovine / Радиотелевизија Босне и Херцеговине), która obecna była od 1992 do 1998 roku. 1 stycznia 1993 roku RTVBiH zostało przyjęte do Europejskiej Unii Nadawców (w skrócie EBU). Wcześniej nadawca z Bośni i Hercegowiny był członkiem EBU jako część jugosłowiańskiej JRT. Dzięki aktywnemu uczestnictwu w organizacji nadawca miał możliwość udziału w organizowanych przez EBU konkursach i festiwalach (w tym Konkursie Piosenki Eurowizji).

## Skład BHRT
W skład BHRT wchodzą
- Bosanskohercegovačka televizija (BHT 1) – ogólnokrajowy kanał telewizyjny nadająca audycję we wszystkich językach urzędowych Bośni i Hercegowiny.
- Bosanskohercegovački radio (BH Radio 1) – ogólnokrajowa rozgłośnia radiowa nadająca audycję we wszystkich językach urzędowych Bośni i Hercegowiny.
- Muzička produkcija radio-televizije BiH (MP BHRT) – organ odpowiedzialny za produkcję i propagowanie muzyki i kultury z Bośni i Hercegowiny.